# 코샤마인 전쟁
코샤마인 봉기(일본어: コシャマインの戦い)는 1457년 야마토인(일본인)에 대한 아이누인의 무장봉기이다. 지금의 홋카이도 하코다테시에 해당하는 곳에서 일본인 대장장이와 아이누인 소년간의 다툼이 원인이 되어 아이누인 족장인 코샤마인을 중심으로 아이누인들이 봉기, 일본측은 고전했으나, 결국 진압되고 마쓰마에번이 형성되는 계기가 되었다.
당시 일본인은 에조치(홋카이도의 옛이름) 서남부의 오시마반도에서 도난(道南)지역까지 진출하여 제철기술이 없었던 아이누인들과 교역을 했다. 어느 아이누 소년이 일본인 대장장이에게 마키리(작은 칼)을 주문하려고 하였는데 품질과 가격문제로 실랑이끝에 대장장이가 소년을 칼로 찔러죽이고 만 사건이 발단이다. 1456년 발생한 이 살인사건이후 에조치 동부의 족장인 코샤마인을 중심으로 아이누가 단결하여 1457년 5월에 조직적으로 일본인에게 맞서 전투를 벌이기 시작했다. 아이누군은 각지에서 봉기하여 일본인들의 무역거점들을 점령하였으나, 1458년 와카사국(지금의 후쿠이 현 남부)의 다이묘 다케다 노부카타의 아들 다케다 노부히로가 이끄는 일본 무사단에 의해 아이누군의 지도자인 코샤마인의 부자가 사살당하자, 아이누측은 붕괴하였다. 아이누의 대야마토 투쟁은 이후 1세기 동안 계속되지만, 노부히로 중심의 무사단이 결국 마쓰마에 번의 지배권을 획득하기에 이른다.

## 같이 보기
- 아이누
- 마쓰마에번